# Piekarnia Mamut
Piekarnia Mamut – kompleks budynków dawnej piekarni w centrum Wrocławia w dzielnicy Śródmieście przy ul. Sienkiewicza. 

## Historia
Budynek wzniesiono jako magazyn piekarni należącej do Breslauer Consum Verein. Obiekt rozbudowano w 1928 z powodu zmiany technologii wypieku chleba. Należał do największych w Niemczech, w 1945 wypiekano w nim 8 ton pieczywa na dobę. Po II wojnie światowej budynek przejęło PSS Społem. W szczytowym momencie przerób piekarni sięgał 150 ton na dobę.